# Goizalde Núñez
Goizalde Núñez Uriarte (Bilbao, Vizcaya, 24 de junio de 1970) es una actriz de teatro, cine y televisión española. Actualmente vive en Titulcia (Madrid). Es conocida principalmente por su papel de Lourditas en la exitosa serie Los Serrano.
Familia cercana = María Logar

## Datos de interés
Actúa desde la infancia. Ha trabajado como actriz en muchas series de televisión, obras de teatro y películas. Es madre de un niño.

## Filmografía
| Año  | Película                                  | Personaje                                 | Director         | Género            | Duración |
| ---- | ----------------------------------------- | ----------------------------------------- | ---------------- | ----------------- | -------- |
| 1996 | La fabulosa historia de Diego Marín       |                                           | Fidel Cordero    | Fantástico        | 1h 30m   |
| 1996 | Tu nombre envenena mis sueños             | Compañera teatro                          | Pilar Miró       | Drama/Suspense    | 1h 58m   |
| 1998 | El milagro de P. Tinto                    | Olivia adulta                             | Javier Fesser    | Comedia           | 1h 49m   |
| 2002 | Tiempo de tormenta                        | Lourdes                                   | Pedro Olea       | Drama             | 1h 27m   |
| 2005 | Me aguanto (cortometraje)                 | María                                     | Nacho Benítez    | Comedia           | 16m      |
| 2009 | Que se mueran los feos                    | Rosa                                      | Nacho G. Velilla | Comedia           | 1h 49m   |
| 2011 | La daga de Rasputín                       | Guardia Civil                             | Jesús Bonilla    | Comedia/Aventuras | 1h 45m   |
| 2013 | Juliana (cortometraje)                    | Nines                                     | Jana Herreros    | Comedia           | 19m      |
| 2016 | Zipi y Zape y la isla del capitán         | Sor Enriqueta                             | Oskar Santos     | Aventuras         | 1h 45m   |
| 2016 | Embarazados                               | Verónica                                  | Juana Macías     | Comedia/Romance   | 1h 40m   |
| 2016 | Villaviciosa de al lado                   | Carmen                                    | Nacho G. Velilla | Comedia           | 1h 30m   |
| 2019 | ¿Qué te juegas?                           | Maite                                     | Inés de León     | Comedia           | 1h 42m   |
| 2019 | Padre no hay más que uno                  | Azafata Nerviosa                          | Santiago Segura  | Comedia           | 1h 38m   |
| 2021 | García y García                           | Begoña                                    | Sam Raimi        | Comedia           | 1h 38m   |
| 2021 | El fantasma de la sauna                   | Luisa                                     | Luis Navarrete   | Drama/Musical     | 1h 32m   |
| 2021 | A todo tren. Destino Asturias             | Señora en estación                        | Santiago Segura  | Comedia/Infantil  | 1h 30m   |
| 2022 | Padre no hay más que uno 3                | Vecina (ganadora del sorteo de los niños) | Santiago Segura  | Comedia           | 1h 38m   |
| 2022 | A todo tren 2. Sí, les ha pasado otra vez | Señora en estación                        | Santiago Segura  | Comedia/Infantil  | 1h 24m   |
| 2024 | La familia Benetón                        | Hermana de Toni                           | Joaquín Mazón    | Comedia           | 1h 37m   |

## Teatro
- Talem
- Lenguas de Gato
- Las Bizarrias de Belisa
- El malentendido (1998)
- Con el Amor No Se Juega
- Marat Sade
- El Local de Bernardeta
- La Secretaria
- Madre, el drama padre (2001)
- 5mujeres.com c.2005
- Juventudes (2015- Actualidad) junto a Selu Nieto
- Maravillas de Cervantes. C.N.T.C.
- No hay burlas con el amor. C.N.T.C.
- La celosa de sí misma. C.N.T.C.
- La gaviota
- Demasiado Humano
- No te vistas para cenar.
- Contracciones
- Pioneras
- Bette & Joan
- Only Payasos
- Mi Niña, Niña Mía Teatro Español" (2019) Direc. Natalia Menendez
- "  El Salto de Darwin 2020 "Teatro Español-Naves Matadero2 Direc. Natalia Menendez
- "  La Vida Es Sueño " C.N.T.C. 2022-2023 Direc. Declan Donnellan
- "Desencantadas" dir. Ramón Paso
- "Todas las hijas" Direc. Andres Lima.

## Series de televisión

### Series de televisión
| Año       | Serie                               | Canal       | Personaje                   | Notas         |
| --------- | ----------------------------------- | ----------- | --------------------------- | ------------- |
| 1995      | Farmacia de guardia                 | Antena 3    | Lourdes                     | 1 episodio    |
| 1997      | Este es mi barrio                   | Antena 3    |                             | 1 episodio    |
| 1998      | Hermanas                            | Telecinco   |                             | 1 episodio    |
| 2000      | Manos a la obra                     | Antena 3    |                             | 1 episodio    |
| 2001      | Hospital Central                    | Telecinco   | Verónica                    | 1 episodio    |
| 2001-2004 | Cuéntame cómo pasó                  | La 1        | Doña Remedios               | 13 episodios  |
| 2002      | Policías, en el corazón de la calle | Antena 3    |                             | 2 episodios   |
| 2002      | Ana y los siete                     | La 1        | Oficinista del INEM         | 1 episodio    |
| 2002-2003 | 7 vidas                             | Telecinco   | Puri Ruiz                   | 2 episodios   |
| 2003      | Javier ya no vive solo              | Telecinco   | Mariluz                     | 1 episodio    |
| 2003-2008 | Los Serrano                         | Telecinco   | Lourdes "Lourditas" Salgado | 119 episodios |
| 2004      | El comisario                        | Telecinco   | Vecina                      | 1 episodio    |
| 2011      | Plaza de España                     | La 1        | Antonia                     | 10 episodios  |
| 2012-2014 | Con el culo al aire                 | Antena 3    | Dolores "Lola" Soriano      | 42 episodios  |
| 2015      | Olmos y Robles                      | La 1        | Gloria                      | 1 episodio    |
| 2016      | Buscando el norte                   | Antena 3    | María Jesús "Chus" Soto     | 8 episodios   |
| 2017-2021 | Estoy vivo                          | La 1        | María Fernández             | 52 episodios  |
| 2018      | Cuerpo de élite                     | Antena 3    | Conchi Galindo              | 1 episodio    |
| 2022      | Desaparecidos                       | Prime Video | Maialen                     | 1 episodio    |

### Programas
- Dicho y hecho. 2018, TVE.
- Me resbala. 2014 - 2017, Antena 3.
- Se hace saber. 2014, TVE.
- La noche... con Fuentes y Cía. 2005, Telecinco.

## Premios y nominaciones

### Premios de la Unión de Actores
| Año  | Categoría                          | Obra                   | Resultado |
| ---- | ---------------------------------- | ---------------------- | --------- |
| 2002 | Mejor actriz secundaria de teatro  | La gaviota             | Ganadora  |
| 2010 | Mejor actriz de reparto en el cine | Que se mueran los feos | Nominada  |

Union de Actores y Actrices. " Mejor Actriz de Reparto 2019 por Estoy Vivo para T.V.E.
Premio Talía 2023 Mejor actriz de reparto por La vida es Sueño, de Declan Donnellan